# George Weah
George Tawlon Oppong Ousman Weah (født 1. oktober 1966) er liberisk præsident, politiker og tidligere professionel fodboldspiller. Han blev kåret til Årets Fodboldspiller i Europa og i verden i 1995.
Efter tidligere at have afvist at han var interesseret i politik, offentliggjorde han i november 2004, at han ville stille op til præsidentvalget i oktober 2005. Efter at have fået flest stemmer i første valgrunde tabte han i anden valgrunde til Ellen Johnson-Sirleaf med stemmerne 59 % mod 41 %. I december 2017 vandt han præsidentvalget med 61,5 % af stemmerne i anden valgrunde mod den siddende vicepræsident Joseph Boakai.